# Takeshi Shudō
Takeshi Shudō (jap. 首藤 剛志 Shudō Takeshi; ur. 18 sierpnia 1949 w prefekturze Fukuoka, zm. 29 października 2010 w Narze) – japoński pisarz i scenarzysta. Pracował m.in. przy telewizyjnych serialach anime Gigi i fontanna młodości i Pokémon, a także trzech pierwszych filmach z serii Pokémon.
Jest autorem pierwszego motta wygłaszanego przez występujący w Pokémon Zespół R – Nanda kanda to kikaretara (jap. なんだかんだと聞かれたら; pol. „Te dwie niecnoty”).